# Ton Luijten
Antonius Josephus Mathilde "Ton" Luijten (Wijchen, 10 maart 1939 – Warnsveld, 13 april 2015) was een Nederlands neerlandicus, toetsontwikkelaar en publicist.

## Loopbaan

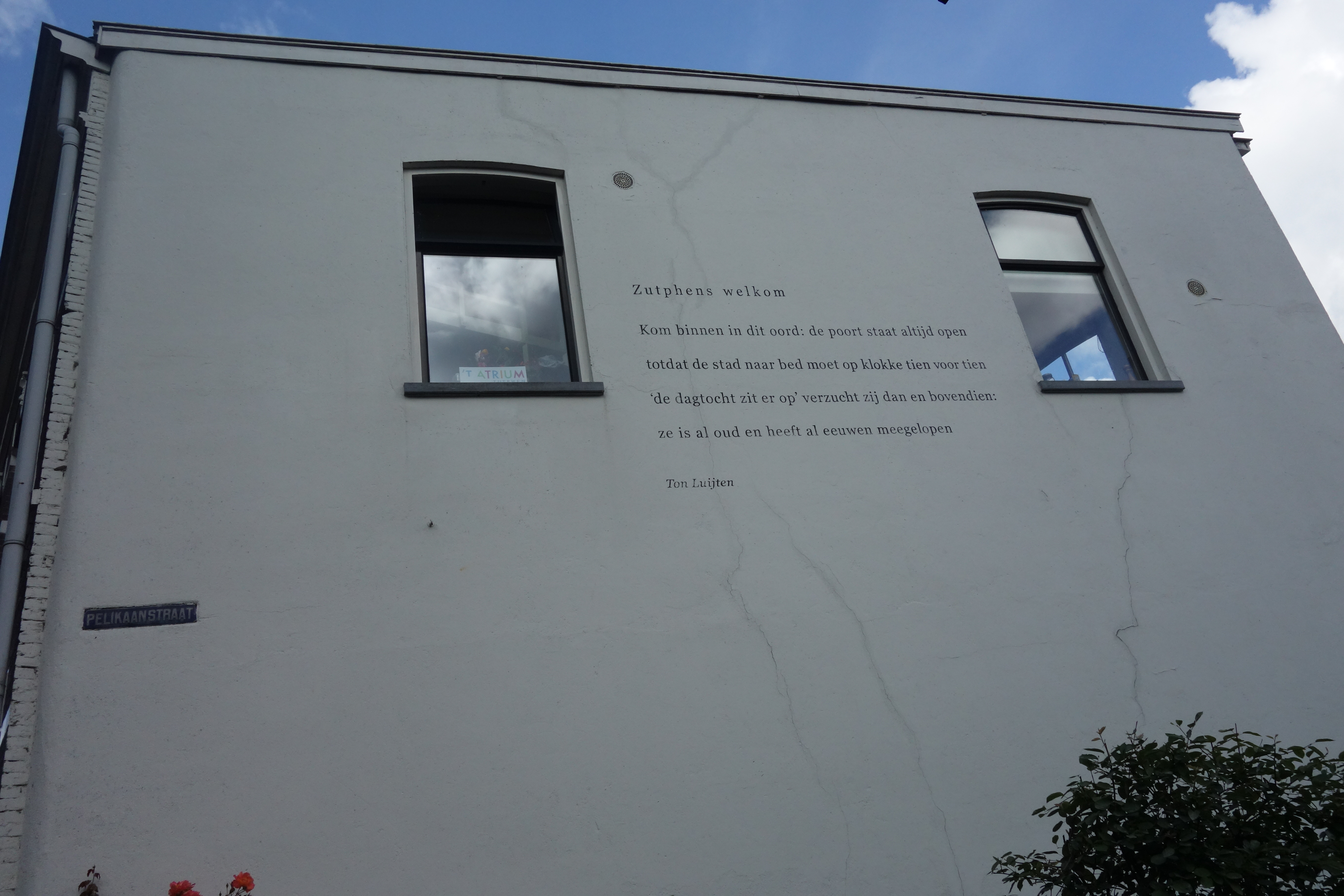
Zutphens welkom, muurgedicht van Ton Luijten

Luijten behaalde in 1958 het diploma Gymnasium A aan het Canisiuscollege te Nijmegen. In 1965 behaalde hij het doctoraal diploma Nederlandse Taal- en Letterkunde aan de Katholieke Universiteit Nijmegen. Een tiental jaren werkte hij als docent, onder meer aan de Academie van Bouwkunst te Arnhem en was daarna werkzaam aan het Cito, waar hij zijn loopbaan in 2004 als lid van het managementteam beëindigde. Gedurende de periode 1998 - 2004 was hij bestuurslid van de  de International Association for Educational Assessment. In diezelfde periode was hij hoofdredacteur van het onderwijstijdschrift Examens.  Naast vakliteratuur over toetsen en examens publiceerde hij in de zijlijn van zijn beroepsmatige activiteiten een detectiveroman.
Onder het pseudoniem Ton Tijler schreef hij tien jaar lang columns voor De Gelderlander. Vanaf juni 2011 schreef hij columns in De Stentor. In 2013 zijn de columns van Luijten die hij schreef voor dagblad De Stentor, gebonden in het boek "Leuk voor later". Ook werkt hij op gezette tijden als 'dichter van de dag' mee aan de rubriek Dit is de dag op Radio 1. Daarnaast schrijft hij in literaire tijdschriften korte verhalen, gedichten en columns over literatuur. In 2009 en 2010 was hij  stadsdichter van Zutphen.
Aan de Rijnkade in Arnhem staat een kunstwerk met zicht op de Rijnzijde van de Sabelspoort. In de betonnen sokkel is een stuk uitgehouwen waardoor de poort zichtbaar is. Op de sokkel staat het bijschrift van Ton Luijten : "Met het risico teloor te gaan in herinnering probeer ik het detail te isoleren...".
Luijten was van september 1973 tot februari 2003 werkzaam bij Cito.
In april 2015 gaf Luijten, die toen al ernstig ziek was, een afscheidsinterview in "zijn" De Stentor. Nog geen twee weken later overleed hij op 76-jarige leeftijd.

### Vakliteratuur
- Het toetsen van Taalvaardigheid. In: B. Tervoort, Wetenschap en Taal. Uitg. Coutinho 1977
- Issues in Public Examinations. Uitg. Lemma Utrecht 1991
- The Role of Testing Agencies in International Education. In: Oakland T. and Hambleton R., International Perspectives on Academic Assessment. Kluwer, 1995

### Fictie
- Bijdragen literaire tijdschriften, waaronder: Tirade 1964
- Bewerking Godfried Bomans; Erik   tot musical 1973
- Acht Arnhemse sonnetten, uitg. Ravenberg Pers 1982
- Terugkeer, poëzie, Ravenberg Pers 1983
- Geen licht en ook geen achterlichtTijler-columns, Ravenberg Pers 1985
- Ammerzoden in de serie Gelderland in proza,poëzie en prenten. uitg. Stichting BKG 1990.
- Knikkers in het landschap, novelle. Ravenberg Pers 1991
- Beste Ernst, detectiveroman in briefvorm. uitg.Kontrast 2003
- Blauwe Kustlijn, poëzie. uitg. Kontrast 2006
- Poëzie en omgeving in Gelderland, columns. uitg.Kontrast 2007
- Dagbehandeling, poëzie. UItg. Kontrast 2009
- Zutphense strofen, poëzie. Uitg. Stichting Dichterbij Zutphen 2010
- Leuk voor later, bundel van columns. Uitg. Diepenmaat Dieren 2013

- Gemeinsame Normdatei: 174007477
- International Standard Name Identifier: 0000 0003 5727 9236
- Nederlandse Thesaurus van Auteursnamen: 072715766
- Virtual International Authority File: 194209954
- WorldCat: E39PBJjMFdtDMw8wDyv7gR9JjC